# Park koultoury (métro de Moscou, ligne Sokolnitcheskaïa)
Park koultoury (en russe : Парк культу́ры et en anglais : Park Kultury), est une station de la ligne Sokolnitcheskaïa (ligne 1 rouge) du métro de Moscou, située sur le territoire de l'arrondissement Khamovniki dans le district administratif central de Moscou.
Construite par l'architecte Nikolaï Kolli, son nom vient du parc qu'elle dessert, le Parc Central de Culture et de Détente Maxime Gorki. La station, ouverte le 15 mai 1935, fait alors partie de la première ligne de métro de la ville de Moscou.

## Situation sur le réseau
Établie en souterrain, à 11 mètres sous le niveau du sol, la station Park koultoury est située au point 031+06 de la ligne Sokolnitcheskaïa (ligne 1 rouge), entre les stations Kropotkinskaïa (en direction de Boulvar Rokossovskogo) et Frounzenskaïa (en direction de Salarievo).

## Histoire

### Construction
La construction de la station débuta au printemps 1933. Depuis le tout début on constata que la construction ne serait pas une tâche aisée, le sol étant particulièrement humide du fait du niveau des eaux souterraines, qui dépassait celui escompté du plafond de la station, et ce à cause de la proximité de la Moskova, située à seulement quelques centaines de mètres.

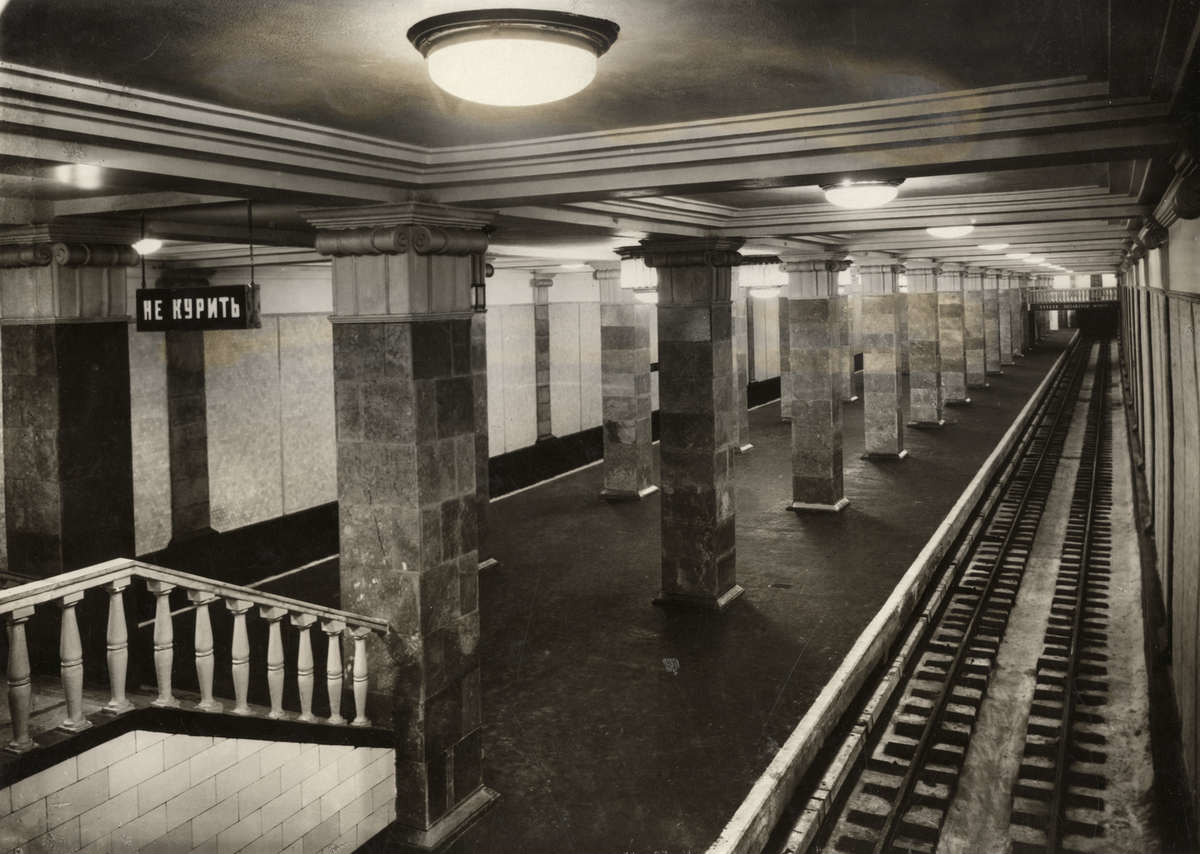
Park koultoury dans les années 1940.

Avant que la fosse ne fût creusée, les éléments en fonte métallique qui constitueraient l'enveloppe de la station, renforcés de poutres solides séparées de rainures calfatées, furent enfoncés de force dans la terre, et les eaux abyssales furent abaissées pendant l'excavation jusqu'à ce que la fosse atteigne la profondeur désirée.
Cette manœuvre fut nécessaire afin d'empêcher l'inondation de la fosse, qui aurait alors provoqué l'affaissement, voire la destruction, des maisons avoisinantes. Dès qu'elle fut terminée, un pont de bois fut érigé au niveau de la rue pour ne pas interrompre le trafic des véhicules. De plus, la plupart des opérations furent effectuées pendant la nuit, car la bruyante machinerie à vapeur aurait sans doute provoqué la colère des résidents proches de la station. Néanmoins, malgré toutes ces difficultés, la station fut terminée en onze mois durant lesquels 100 000 mètres cubes de sol furent retirés de la fosse et remplacés par 25 000 mètres cubes de béton.

### Architecture
La station est à deux niveaux, chacun étant supporté par des piliers séparant trois travées, et comporte quatre passerelles au-dessus des plates-formes Les architectes Kroutikov et Popov choisirent une décoration inspirée des anciens temples grecs. Le long de la plate-forme, on trouve deux rangées de 22 piliers recouverts de marbre de Crimée Kadykovka et surmontés de chapiteaux moulés. Le long des murs, un ensemble de pilastres aux mosaïques rose foncé, reprennent l'intervalle des piliers (tous les sept mètres), se fondant harmonieusement avec les carreaux de porcelaine qui recouvrent le reste des murs. Une fresque marron foncé court également en dessous du niveau de la plate-forme, le long des deux murs. Un total de 1500 et 200 mètres carrés de carreaux de marbre et de porcelaine respectivement, furent utilisés pour le décor.
Les passerelles, qui mènent aux sorties, sont décorées de manière distincte, avec un carrelage métallo-plastique, et des balustrades blanches aux rampes marbrées. Les murs des couloirs menant aux vestibules sont revêtis de marbre Koelga de l'Oural.

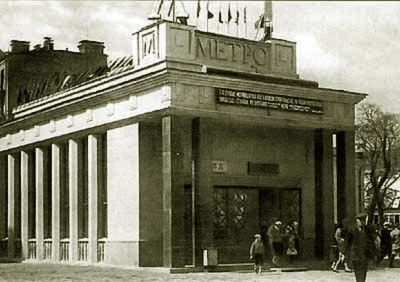
Portail d'accès originel sur la Place de Crimée

La station d'origine possédait deux entrées, l'une d'elles, en forme de rotonde, se dresse toujours au coin des rues Ostojenka et Novokrimski. Le second vestibule était situé à l'intersection de l'avenue Komsomolski et de l'Anneau B. Le hall principal était recouvert du marbre brun d'Oufaleï (Oural) et était soutenu par quatre colonnes octogonales soudées, recouvertes de marbre de Koelga. Les postes de vente des billets eux-mêmes étaient construits dans du chêne poli. Ce vestibule fut détruit en 1949, quand un autre, plus récent et plus large, fut érigé à sa place et quand les anciens corridors y furent intégrés. Le vestibule permet également de prendre une correspondance vers la ligne Koltsevaïa qui fut ouverte en 1950.
Cette station est l'une des rares survivantes de la première phase du métro à n'avoir quasiment pas connu de changement majeur depuis son ouverture (en comparaison à Loubianka ou Tchistye proudy par exemple), hormis le resurfaçage de la plate-forme avec du granite (au lieu de l'asphalte d'origine) et l'éclairage. Ce dernier consistait en de magnifiques lustres dans la travée centrale et de lampes semi-circulaires faites de verre blanc cassé dans les travées latérales. Cependant, avec l'introduction de lampes luminescentes, les lustres et les lampes d'origine furent retirés. Toutefois, le nouvel éclairage parvint à se fondre naturellement dans la composition architecturale et ne paraît pas déplacé, comme à Kievskaïa qui connut un changement analogue.
Quand la station ouvrit en 1935, elle était également le terminus de la branche Frounze de la première étape (à partir de 1938, appelée ligne Kirovsko-Frounzenskaïa). Bien que les plans prévoyaient la présence de quatre voies de retour, celles-ci ne furent terminées qu'en 1937, et une jonction à piston temporaire fut installée en remplacement afin de permettre aux trains de faire demi-tour. La station cessa d'être le terminus en 1957, après l'élargissement de la ligne vers le sud-ouest à Sportivnaïa.

### Changements d'appellations
À l'ouverture de la station, son nom était : Tsentralni Park koultoury i Otdykha imeni Gorkovo (Le Parc Central de Culture et de Détente Maxime Gorki). Toutefois, sur les plans, ce nom était abrégé en TsPKiO et appelé par son nom complet seulement lors des annonces vocales. En 1980, avec l'arrivée des Jeux olympiques à Moscou, le nom fut raccourci afin d'éviter la fastidieuse énumération dans les trois langues du nom de la station lors des annonces. Cependant, certains panneaux indiquent encore la station par son ancienne dénomination.

### Transit
Aujourd'hui la station voit la circulation d'un nombre important de passagers, 107 700 personnes provenant de la correspondance avec Park koultoury, et 9 650 entrant directement par l'entrée à la surface tous les jours.

### Attentats
Lors des attentats du 29 mars 2010 à Moscou il y a douze morts dans cette station.